# Sparkster
Sparkster (スパークスター Supākusutā?) är ett sidscrollande plattformsspel, utvecklat av  Konami och utgivet 1994 SNES. I huvudrollen finns Pungråttan Sparkster. Spelet skiljer sig från Sega Mega Drive-versionen Sparkster: Rocket Knight Adventures 2, och är ingen fortsättning på Rocket Knight Adventures till Sega Mega Drive.

### Fotnoter
1. ↑  ”Sparkster” (på svenska). Super Power (Solna) (1 1995). januari 1995. Läst 24 april 2014.